# Этим вечером ангелы плакали
«Этим вечером ангелы плакали» — российский фильм 2008 года, дебютная работа режиссёров Андрея Волгина и Максима Кондратенко.

## Сюжет
В основе сюжета — рассказ Всеволода Гаршина «Происшествие» 1878 года, действие которого перенесено в современность.
Иван Никитин — успешный молодой человек, посвятивший себя работе, деньгам и не признающий такие явления, как любовь. Но он влюбляется в проститутку Надежду. Вынужденная встать на путь торговли своим телом и не верящая ни во что, она давно вычеркнула слово любовь из своего лексикона. Она глушит свои чувства наркотиками и алкоголем, поскольку её прошлое — это череда трагедий, а будущее — одиночество. Он решает во что бы то ни стало завоевать её, но девушка сомневается в том, что он сможет забыть её прошлое и готова на всё, лишь бы не впустить его в свою жизнь ради его же блага.

## В ролях
- Григорий Антипенко — Иван Никитин
- Наталья Иванова-Фенкина — Надежда
- Андрей Леонов — Евсеич
- Татьяна Арнтгольц — Таня
- Сергей Чирков — Саша
- Ахмед Мусаев — Серёга
- Евгения Теперина — Аня
- Сергей Апрельский — француз
- Александр Панкратов-Чёрный — тренер

## О фильме
Оба режиссёра, оператор, один из сценаристов — на момент съёмок были студенты «Университета Натальи Нестеровой».

разросшийся до полного метра набросок дипломной работы студентов мастерской Елены Цыплаковой в Университете Натальи Нестеровой. Студенты работали в рекламе, и это объясняет многое: и уверенно снятый по моде 90-х евроремонт, и картинные позы, желтое небо и сизый дождь, зеленые лица и синие простыни, сценарий, который может уместиться на двух страницах, диалоги словно из туристического разговорника и игру, как из народного театра. … Ну что, режиссёры, несите зачётку.— Time Out
Продюсером фильма выступила компания по выпуску DVD «DVD Land» — фильм был снят на цифру, премьера прошла 20 ноября 2008 года, выпущен через дистрибьютора «Невафильм» в ограниченный кинопрокат числом в 8 копий, и за три недели в прокате, будучи на 30-40 строчках, собрал 180 338 рублей ($ 6 441), с 4 декабря выпущен на DVD носителях.
На III кинофестивале «Любить человека» имени С. А. Герасимова (2008, Челябинск), за роль в фильме актёр Григорий Антипенко получил приз «Лучший актёр».

## Рецензии
Светлана Степнова — Богатые тоже плачут. Рецензия на фильм «Этим вечером ангелы плакали» // РУСКИНО, 24 ноября 2008